# テガーザ岩塩鉱山
テガーザ岩塩鉱山（テガーザがんえんこうざん）とは、アフリカ大陸北西部の砂漠地帯に存在する古代の湖が干上がった跡であり、かつては、ここで岩塩の採掘が行われた。すでに放棄された岩塩鉱山ながら、16世紀の終わり頃に、ここから南東に約150 kmの位置に存在する古代の湖が干上がった跡であるタウデニに取って代わられる前まで、この地域においてテガーザ岩塩鉱山は重要な岩塩の供給源であった。このテガーザ岩塩鉱山で採掘されていた岩塩は、サハラ付近で行われた貿易において、重要な交易品であった。

## 遺構
テガーザ岩塩鉱山の遺構は、大きく分けて2つの部分に分かれている。どうして2つの部分に分けられたのか、その正確な理由は不明である。ただ、岩塩の採掘、および、沙漠を移動する交易ルートとの関係で、このようなことになっている可能性は考えられる。
さて、1つ目の遺構は、古代の塩湖の干上がった岩塩の採掘跡で、もう片方の遺構と3 kmほど離れている。もう片方は町の遺構で、縦約400 m、横約200 mの範囲に広がっている。町の建物は、モスクを除いて、北西から南東の方向に整然と並んでいる。家々の向きは、この地域の卓越風であるハルマッタンが吹く方向に対して、直角を成しているのである。なお、住宅地は町の東側の縦約200 m、横約180 mの範囲を占めている。

## 地理
2018年現在、テガーザ岩塩鉱山はマリ共和国領内の北端部に属しており、この地域は乾燥した沙漠地帯である。マリ中部のトンブクトゥからは北北西約790 kmに位置する。なお、トンブクトゥ付近でも過放牧などの影響で沙漠化が進行したほど乾燥した地域である。参考までに、マリ共和国は2009年現在においても領内で岩塩の採掘を行っているものの、既述の通り、テガーザ岩塩鉱山は16世紀末頃に放棄されている。